# 阿納雅斯
阿納雅斯（葡萄牙語：Anajás），是巴西的城鎮，位於該國北部，由帕拉州負責管轄，面積6,922平方公里，海拔高度10米，2008年人口26,563，該城鎮人口密度每平方公里3.1人。
0°59′13″S 49°56′24″W / 0.98694°S 49.94000°W